# N-metilefedrina
L'N- metilefedrina è un derivato dell'efedrina. È stato isolato da Ephedra distachya.
La metilefedrina è un'ammina simpaticomimetica presente in vari farmaci per la tosse e il raffreddore. In Giappone è stato segnalato l'abuso di farmaci contenenti metilefedrina. La metilefedrina non è legalmente disponibile negli Stati Uniti, ma è stata identificata nei casi di abuso di droghe.
In chimica organica, la N- metilefedrina viene utilizzata come agente risolvente e come precursore di elettroliti di supporto chirali, catalizzatori a trasferimento di fase e agenti riducenti.

## Farmacodinamica
Questo farmaco agisce come antitosse, broncodilatatore e agonista del recettore adrenergico. Stimola i recettori alfa e beta adrenergici, alleviando tosse e congestione.
Come con altre ammine adrenomimetiche, i farmaci di questa classe sono molto meno potenti della stessa noradrenalina. I membri di questa classe di farmaci aumentano la pressione sanguigna sistolica e diastolica, la contrattilità e la gittata cardiaca.